# 上町 (横浜市)
上町（かみちょう）は、神奈川県横浜市磯子区の町名。丁番を持たない単独町名である。住居表示実施済み区域。

## 地理
磯子区の北端に位置する。堀割川の左岸にあたる。北で南区中村町・山谷、東で中区塚越・大平町・大芝台、西で堀割川を跨いで丸山、南で馬場町と接する。町内は南北に走る崖で二分され、警察署の管轄も分かれている。東の高台は山手警察署の管内で、戦後米軍に接収され根岸住宅地区となっている。西の低地は磯子警察署の管内で、古くからの住宅地となっている他、一部は根岸住宅地区のボイラープラントとして米軍に接収されている。

### 河川
- 堀割川 - 西辺を南流する人工河川。町内の北端に天神橋、南端に根岸橋があり、対岸は国道16号となっている。

## 歴史

### 沿革
- 1874年（明治7年） - 堀割川完成。
- 1876年（明治9年） - 五三前橋（現在の天神橋）完成[5]。
- 1889年（明治22年）4月1日 - 町村制施行により、根岸村が村制施行。
- 1901年（明治34年）4月1日 - 横浜市に編入。横浜市根岸町となる。
- 1923年（大正12年） - 関東大震災で堀割川などが被災。
- 1924年（大正13年） - 横浜盲人学校(後の横浜市立盲学校)が町内に新築移転[6]。
- 1926年（大正15年） - 関東大震災の復興事業として天神橋・根岸橋架け替え[7][8]。
- 1927年（昭和2年）10月1日 - 区制施行[9]。磯子区西根岸町字上となる。
- 1928年（昭和3年） - 堀割川復興工事完了。現在の石積みの護岸ができあがる[10]。
- 1933年（昭和8年）4月1日 - 西根岸町廃止。西根岸上町を新設[9][11]。
- 1944年（昭和19年)頃 - 空襲による延焼防止のため建物疎開を実施し根岸疎開道路完成。町内は馬場町との境の一部を通る。
- 1945年（昭和20年） - 横浜大空襲で町内の一部焼失[9][11]。
- 1947年（昭和22年） - 農地があった高台を中心に「エリアX」として米軍に接収される。現在の根岸住宅地区[12]。
- 1952年（昭和27年） - 横浜市立盲学校が神奈川区西寺尾へ移転。
- 1953年（昭和28年） - 横浜市立横浜商業高等学校別科が中区から盲学校跡地に移転[11]。
- 1965年（昭和40年）7月1日 - 住居表示の実施（磯子区根岸地区）[13]に伴い、西根岸上町から上町に町名変更[11][14][15]。
- 1980年（昭和55年） - 米軍ボイラープラント敷地の一部(後述の築堤の一部)が国に返還され[12]、子供の遊び場（通称「ボイラー公園」）として整備される。
- 1980年代 丸善市場廃止。
- 1984年（昭和59年）7月25日 - 磯子上町公園オープン[16]。
- 1997年（平成9年） - 横浜市立横浜商業高等学校別科が丸山に移転[17]。
- 1999年（平成11年） - 根岸住宅地区に隣接する南区中村町5丁目で崖が崩落。町内の崖の一部を含め、横浜防衛施設局による恒久対策工事着手(2001年完了)[12]。
- 2000年代 - ボイラー公園閉鎖。
- 2004年（平成16年）10月18日 - 日米合同委員会において、根岸住宅地区の返還の方針が合意された[12]が、2012年8月現在、具体的な返還時期については決まっていない。
- 2007年（平成19年） - 根岸橋架け替え完了[8]。
- 2013年（平成25年）2月 - 1927年（昭和2年）に竣工した天神橋の架け替え工事開始。2018年（平成30年）3月12日に開通した[18]。

## 世帯数と人口
2025年（令和7年）6月30日現在（横浜市発表）の世帯数と人口は以下の通りである。
| 町丁 | 世帯数  | 人口    |
| ---- | ------- | ------- |
| 上町 | 689世帯 | 1,263人 |

### 人口の変遷
国勢調査による人口の推移。
| 年                 | 人口  |
| ------------------ | ----- |
| 1995年（平成7年）  | 1,215 |
| 2000年（平成12年） | 1,195 |
| 2005年（平成17年） | 1,225 |
| 2010年（平成22年） | 1,280 |
| 2015年（平成27年） | 1,251 |
| 2020年（令和2年）  | 1,244 |

### 世帯数の変遷
国勢調査による世帯数の推移。
| 年                 | 世帯数 |
| ------------------ | ------ |
| 1995年（平成7年）  | 480    |
| 2000年（平成12年） | 491    |
| 2005年（平成17年） | 502    |
| 2010年（平成22年） | 571    |
| 2015年（平成27年） | 565    |
| 2020年（令和2年）  | 590    |

## 学区
市立小・中学校に通う場合、学区は以下の通りとなる（2024年11月時点）。
| 番地 | 小学校             | 中学校             |
| ---- | ------------------ | ------------------ |
| 全域 | 横浜市立滝頭小学校 | 横浜市立根岸中学校 |

## 事業所
2021年（令和3年）現在の経済センサス調査による事業所数と従業員数は以下の通りである。
| 町丁 | 事業所数 | 従業員数 |
| ---- | -------- | -------- |
| 上町 | 17事業所 | 155人    |

### 事業者数の変遷
経済センサスによる事業所数の推移。
| 年                 | 事業者数 |
| ------------------ | -------- |
| 2016年（平成28年） | 19       |
| 2021年（令和3年）  | 17       |

### 従業員数の変遷
経済センサスによる従業員数の推移。
| 年                 | 従業員数 |
| ------------------ | -------- |
| 2016年（平成28年） | 203      |
| 2021年（令和3年）  | 155      |

## 交通

### 鉄道
町内に駅は設置されていない。1912年（明治45年）から1972年（昭和47年）までは横浜市電が堀割川対岸の国道16号を走り、天神橋・根岸橋に電停があった。最寄駅は横浜市営地下鉄ブルーライン吉野町駅またはJR根岸線根岸駅であり、どちらも町内からは徒歩15～20分程度かかる。

### バス
町内にバスは通るがバス停はない。最寄りとなるのは下記3停留所である。
- 馬場町
  - 馬場町の根岸疎開道路にある。この135系統が唯一町内（馬場町との境）を通り、根岸駅へ向かう。
    - 横浜市営バス 135系統
- 天神橋
  - 堀割川・天神橋対岸の国道16号にあり、横浜駅・関内・磯子駅などへバスがある。横浜市営バス滝頭営業所が近く、本数は多い。
    - 横浜市営バス 68系統・102系統・113系統・156系統・158系統・324系統（102系統の急行）・327系統（113系統の急行）・378系統（102系統深夜バスの書類上の系統番号）
    - 横浜京急バス 110系統
- 根岸橋
  - 堀割川・根岸橋対岸の国道16号にあり、天神橋の隣のバス停にあたる。
    - 利用できるバス路線は天神橋と同じ。

## 施設
- 根岸住宅地区 - 在日米軍(海軍)の住宅地。
- 宝積寺 - 鎌倉時代に開かれたとされる。
- テラノホール - 宝積寺が運営するホール。
- ねぎしの湯 大盛館 - 銭湯。
- 上町町内会館
- 磯子上町公園
- 白山神社

### かつて存在した施設
- 横浜市立盲学校 - 現在の横浜市立盲特別支援学校。
- 横浜市立横浜商業高等学校別科 - 跡地は消防団の資材置き場がある他は空き地となっている。
- 清浄幼稚園 - 2000年代までに廃園。
- 丸善市場 - 1980年代に廃止。大盛館の裏手にあった。跡地は駐車場となっている。
- 美人湯 - 銭湯。1990年代に廃業。
- ボイラー公園 - 跡地は空き地となっている。ボイラー公園を含む米軍ボイラープラント築堤は、かつては昼間のみ開放され住民や横浜商業高校別科へ通う生徒の通行などに使われていたが、1990年頃に公園をフェンスで囲み終日開放とする代わりに、築堤は終日閉鎖されるようになった。ボイラープラントから堀割川まで線路が延びていたことが1949年の地図[28]で確認できる。築堤の遺構が同施設内に、道路を越える橋台の遺構が同施設の堀割川寄りに、橋脚の遺構が築堤延長線上の堀割川に現存する（干潮時のみ見える）。線路が川に覆い被さる形であったかは地図からは確認できない。
- 煙突 - 磯子上町公園隣の捺染工場に隣接してコンクリート製の大きな煙突があり、堀割川対岸からも目立つ存在であったが、2000年代に取り壊し跡地は住宅地となっている。

## その他

### 日本郵便
- 郵便番号 : 235-0001[3]（集配局：磯子郵便局<[29]）

### 警察
町内の警察の管轄区域は以下の通りである。
| 番・番地等 | 警察署     | 交番・駐在所 |
| ---------- | ---------- | ------------ |
| 全域       | 磯子警察署 | 根岸駅前交番 |